# Run Baby Run (película 2024)
Run Baby Run es una película de producción española dirigida por Toni Andújar, producida en 2023 y estrenada en 2024.
Es un thriller de acción basado en una idea original de Toni Andújar quien escribió el guion junto con Alexis Vietti, Erick Straver y Jeremy Thomas Scott. La película es protagonizada principalmente por Catuxa Leira, seguidamente de Cody Cowell, Muriel Halloint y Oscar Foronda.
La estadounidense TriCoast Worldwide se encarga de su distribución internacional.

## Sinopsis
Narra la persecución inexplicable que sufre Diana. Una mujer sorda de nacimiento se dirige a una bonita pista de montaña, lejos de la jungla de asfalto en la que vive, para practicar running rodeada de naturaleza. Al cruzarse con un misterioso corredor, inician una competición de running que acaba degenerando en un extraño y surrealista enfrentamiento por la supervivencia.

## Reparto
- Catuxa Leira: Diana
- Cody Cowell: Dark
- Muriel Halloint: Charlene
- Oscar Foronda: Richard

## Producción
La película fue producida en su totalidad por la productora catalana Esdemangofilms. El rodaje transcurre casi íntegramente en localizaciones de la Provincia de Teruel, en Aragón, entre ellas Alcalá de la Selva, Sierra de Gúdar y Valdelinares. En menor medida, también se rodó en la ciudad de Sabadell, en Cataluña. La totalidad de la filmación se llevó a cabo íntegramente en España.
La banda sonora de la película fue creada por el músico catalán Josep Maria Llongueras, fundador de La Madam y más conocido como Llongue.

## Festivales
- Salerno Film Festival,[12] selección oficial.[13]
- London Directors Awards, selección oficial Summer 2023.[14]
- Budapest Film Awards, selección oficial.
- Venice Under the Stars International Film Festival, selección oficial.
- DaVinci International Film Festival, selección oficial.
- Prague International Film Awards, selección oficial 2023/2024 Summer Edition.[15]
- Kosice International Film Festival, selección oficial.[16]
- Yeti FilmFest, Nominación Best Action Drama.[17]
- NIAFFS 2023, Premio a la mejor actriz de acción (Catuxa Leira).[18]